# Genovino
Il genovino era una moneta d'oro di valore simile al fiorino.

## Storia
Il genovino fu emesso a Genova per la prima volta nel 1252, poco prima dell'emissione della moneta fiorentina. La moneta fu emessa fino al 1415. Accanto al genovino furono emesse anche monete equivalenti al suo ottavo (ottavino) ed al suo quarto (quartarola). 
Cornelio Desimoni e Lopez, ritengono che il peso di quest'ultima moneta sia stato modellato su quello di una moneta già in uso nel mediterraneo, il tarì. Questa aveva, di fatto, peso piuttosto irregolare, ma il peso del tarì di conto corrisponde a quello della quartarola.
È lecito supporre che l'ottavino rappresentasse una sorta di mezzo tarì (notevolmente migliorato nella lega), la quartarola un tarì e il genovino il soldo di tarì. Aveva lo stesso peso (3,5 g) e titolo (24 K); il diametro era di circa 20 mm. 
Al dritto aveva la porta di un castello (tipica delle monete di Genova) e intorno + I A N U A, cioè "porta" in latino che assonava con il nome della città e che era stato usato anche nelle prime monete.

Al rovescio la croce araldica e intorno CVNRADVS REX, cioè Corrado III che nel 1139 aveva concesso alla città il diritto di battere moneta. 
Dopo il 1339, con Simone Boccanegra, primo doge della Repubblica di Genova, si iniziò a mettere l'indicazione dogale con la scritta: X DVX IANVENSIVM PRIMVS.

### Dizionari
- Jean Belaubre, Dictionaire de Numismatique médiévale occidentale, Parigi, Léopard d'Or, 1996, ISBN 2-86377-121-3. (voci, Bruni, Genovino d'or, Janua, Petacchina)
- (DE) Konrad Klütz, Münznamen und ihre Herkunft, Vienna, moneytrend Verlag, 2004, ISBN 3-9501620-3-8. (voci, Denar, Denaro, Doppia, Genovino, Groschen (Grosso), Grosso, Luigino, Madonna, Parpagliola, Scudo d'oro)
- Edoardo Martinori, La moneta - Vocabolario generale, Roma, Istituto italiano di numismatica, MCMXV (1915). (voci, Banco di San Giorgio, Bruneti, Clapucino, Crociato, Da 40 scudi, Denaro genovino, Denaro pavese, Diciottino, Diciassetteno, Doppia, Doppia delle otto stampe, Ducato d'argento genovese, Ducato delle libertà, Ducato di Genova, Ducatone di Genova, Ducato sultanino, Genovina, Genovina d'oro, Genovino d'oro, Genovino d'oro a cavallo, Gianuino, Giorgino, Giustino, Grano, Grosso, Januino, Libra, Lira, Lira di Genova, Lira genovese (Genovina), Luigino, Madonnina di Genova, Marco di Genova, Millesimo, Moneta di S. Giorgio, Moneta di banco, Moneta di paghe, Moneta di permesso, Moneta per il Levante, Parpaiola (di Milano), Patachina, Pegione, Pezzo da 96 lire, Pistola di Genova, Pitta (genovese), Quartaro, Quartarolo, Reale di Genova, Realone, San Giovannino, Scudi delle otto stampe, Scudo della benedizione,  Scudo dell'unione, Scudo di Genova, Scudo di S. Giovanni Battista, Scudo d'oro delle sette stampe, Scudo d'oro del sole di Genova, Scudo senza corona, Soldo di Genova, Tallero di Genova, Terzarola, Testone della benedizione, Testone genovese, Trapezeta, Zecchino di Genova)

### Cataloghi
- Alfa edizioni, Catalogo Alfa delle Monete Italiane e Regioni 33ª edizione 2008. Torino ([http,//www.alfaedizioni.it/features_ita05s.htm])
- Fabio Gigante, Monete italiane dal '700 all'avvento dell'euro, 21ª ed., Varese, Gigante, 2013, ISBN 978-88-89805-35-0.
- Eupremio Montenegro, Manuale del collezionista di monete italiane, 29ª ed., Torino, Edizioni Montenegro, 2008, ISBN 978-88-88894-03-4.
- Giovanni Pesce (a cura di), Le Monete di Genova, della Ligurie e delle sue colonie 1139-1814 - Catalogo della mostra (Genova 16-IX - 18-XI 1992). Genova, 1992